# Ступинка (Казахстан)
Сту́пинка (каз. Ступинка) — село у складі району Шал-акина Північноказахстанської області Казахстану. Входить до складу Семипольського сільського округу, раніше було центром ліквідованого Ступинського сільського округу.
Населення — 227 осіб (2021; 346 у 2009, 574 у 1999, 861 у 1989).
Національний склад станом на 1989 рік:
- казахи — 43 %
- росіяни — 42 %.

Колишня назва — Саврасовка.